# Hemitriccus margaritaceiventer
El titirijí perlado (Hemitriccus margaritaceiventer) es una especie de ave paseriforme de la familia Tyrannidae perteneciente al numeroso género Hemitriccus. Es nativa de América del Sur.

## Otros nombres comunes
Se le denomina también mosqueta ojo dorado (en Argentina, Paraguay y Uruguay), mosqueta de vientre perla,  tirano-todi de vientre perlado (en Perú), picochato perlado (en Colombia) o pico chato vientre perla (en Venezuela).

## Distribución y hábitat
Se distribuye de forma disjunta en el norte del continente, en Venezuela y Colombia, localmente en el centro y sur de Perú y noroeste de Bolivia y en una extensa área que abarca el noreste, centro este y sur de Brasil, este y sureste de Bolivia, Paraguay, noreste de Argentina y extremo noroeste de Uruguay. Está ausente de la mayor parte de la cuenca amazónica.
Esta especie es considerada localmente bastante común y ampliamente diseminada en sus hábitats naturales: el estrato bajo de matorrales áridos, bosques caducifolios y bosques en galería, hasta los 2000 m de altitud.

## Sistemática

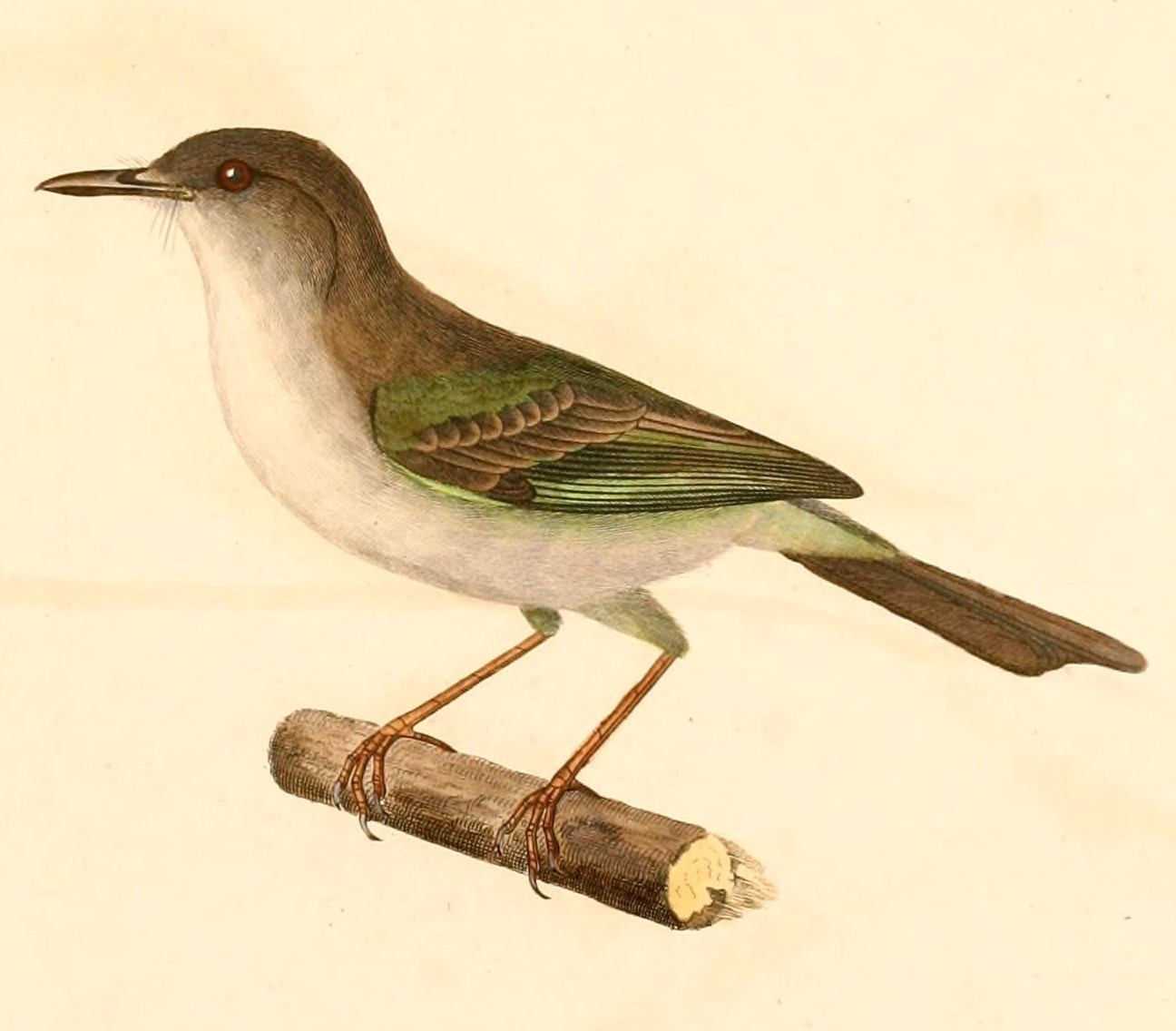
Todirostrum margaritaceiventer = Hemitriccus margaritaceiventer, ilustración en d'Orbigny Voyage dans l'Amérique Méridionale, 1847.

### Descripción original
La especie H. margaritaceiventer fue descrita por primera vez por los naturalistas franceses Alcide d'Orbigny y Frédéric de Lafresnaye en 1837 bajo el nombre científico Todirostrum margaritaceiventer; la localidad tipo es: «Chiquitos, Santa Cruz, Bolivia».

### Etimología
El nombre genérico masculino «Hemitriccus» se compone de las palabras del griego « ἡμι hēmi» que significa ‘pequeño’, y « τρικκος trikkos»: pequeño pájaro no identificado; en ornitología, «triccus» significa «atrapamoscas tirano»; y el nombre de la especie «margaritaceiventer» se compone de las palabras del latín «margaritaceus» que significa ‘perlado’, y «venter, ventris», que significa ‘vientre’.

### Taxonomía
Anteriormente estuvo incluida en un género Euscarthmornis junto a un numeroso grupo de especies hoy en Hemitriccus, y posteriormente transferidas a Idioptilon. Anteriormente fue considerada conespecífica con Hemitriccus inornatus. A pesar de las diferencias marcantes de plumaje entre algunas subespecies y las observaciones sobre las diferencias vocales de ciertos taxones, todos los registros vocales disponibles (no existen registros de septentrionalis, chiribiquetensis, duidae y breweri) revelan cantos muy parecidos. La aislada subespecie recientemente descrita chiribiquetensis demuestra mayor afinidad con las formas andinas que con las cercanas poblaciones de los tepuyes. La subespecie septentrionalis tal vez sea indistinguible y estaría mejor si incluida en impiger.

### Subespecies
Según las clasificaciones del Congreso Ornitológico Internacional (IOC) y Clements Checklist/eBird se reconocen nueve subespecies, con su correspondiente distribución geográfica:
- Hemitriccus margaritaceiventer impiger (P.L. Sclater & Salvin, 1868) – centro norte de Colombia (desde Magdalena al sur hasta Santander) y norte de Venezuela (norte y oeste de Zulia hacia el este hasta Sucre y centro de Anzoátegui, incluyendo la isla de Margarita).
- Hemitriccus margaritaceiventer septentrionalis (Chapman, 1914) – alto valle del Magdalena hacia el sur hasta el norte de Tolima (centro-oeste de Colombia)
- Hemitriccus margaritaceiventer chiribiquetensis Stiles, 1995 – Sierra de Chiribiquete (en Caquetá, sur de Colombia).
- Hemitriccus margaritaceiventer duidae (Chapman, 1929) – Cerro Duida (Amazonas), sur de Venezuela.
- Hemitriccus margaritaceiventer auyantepui (Gilliard, 1941) – tepuyes del sureste de Bolívar, sudeste de Venezuela.
- Hemitriccus margaritaceiventer breweri (Phelps Jr, 1977) – suroeste de Bolívar (Macizo de Jaua), en el sur de Venezuela.
- Hemitriccus margaritaceiventer rufipes (Tschudi, 1844) – valles áridos del centro y sur de Perú (San Martín y en el sur desde Junín hasta Cuzco) hacia el sur hasta el noroeste de Bolivia (La Paz, sur de Beni).
- Hemitriccus margaritaceiventer margaritaceiventer (d'Orbigny & Lafresnaye, 1837) –  este y sureste de Bolivia, centro este y sur de Brasil (Mato Grosso y Goiás al sur hasta el oeste de Minas Gerais, São Paulo y Río Grande del Sur), Paraguay, noreste de Argentina (hacia el sur hasta Córdoba y Entre Ríos) y extrmo noroeste de Uruguay.[6]
- Hemitriccus margaritaceiventer wuchereri (P.L. Sclater & Salvin, 1873) – noreste de Brasil (Maranhão hasta Río Grande del Norte y al sur hasta Bahía).